# Budich 931 und 932
|  | Dieser Artikel wurde aufgrund von akuten inhaltlichen oder formalen Mängeln auf der Qualitätssicherungsseite des Portals Bahn eingetragen. Bitte hilf mit, die Mängel dieses Artikels zu beseitigen, und beteilige dich bitte an der Diskussion. Artikel, die nicht signifikant verbessert werden, können gelöscht werden. |

Die schmalspurigen Dampflokomotiven Budich 931 und 932 mit 750 mm Spurweite wurden von der Budich AG mit den Baunummern 931 und 932 im Jahr 1943 hergestellt. Die Maschinen gehören zu einer Serie der Heeresfeldbahnlokomotivenbaureihe KDL 13.
Über die Geschichte bis 1945 gibt es keine gesicherten Informationen. 1945 wurden beide Lokomotiven von der PKP übernommen und als T3-1043 und 1044 bezeichnet. 1961 erhielten sie bei einer Umzeichnung die Nummern T4-1062 sowie 1044.
Die Lokomotiven wurden bis 1971 eingesetzt. Die T4-1062 wurde danach unter ihrer ersten PKP-Bezeichnung T3-1043 vom Eisenbahnmuseum Warschau übernommen und befindet sich heute (2023) im Eisenbahnmuseum in Sochaczew.

## Geschichte
Die Lokomotive gehörte zu einer kleinen Serie von Tenderlokomotiven für die Spurweite 600 mm, die 1943 von der Budich AG für deutsche Heeresfeldbahnen hergestellt wurden. Dabei entstanden zwei weitere Lokomotiven mit der Spurweite 750 mm. Von der späteren T3-1043 ist bekannt, dass sie an die Grubenbahn des Braunkohlengroßtagebau in Reichenau geliefert wurde. Von der zweiten Lokomotive sind keine Einsatzdaten vor 1945 bekannt.
1945 wurden beide Lokomotiven im Lokschuppen Trzebnica gefunden und von den PKP übernommen. Die Dampflok mit der Fabriknummer 931 war in einem guten technischen Zustand und daraufhin sofort in den Betrieb bei der Breslau Kolej Dojazdowa in Dienst gestellt, nachdem ihr zur Erhöhung des Aktionsradiusses ein zusätzlicher vierachsiger Hilfstender dazugegeben wurde. Dafür wurde der hinter dem Führerstand angebrachte Kohlenkasten durch eine Tür ersetzt. Bald wurde auch die zweite Lok mit der Fabriknummer 932 wieder aufgebaut, die allerdings eine Tenderlokomotive blieb und für Rangierarbeiten in den Bahnhöfen verwendet wurde. Mitte 1951 wurden beide Lokomotiven zum Betrieb bei der Kolej Bogatyńską in das Lokdepot Bogatynia stationiert. 1961 wurden beide Lokomotiven umbezeichnet; aus der T3-1043 wurde die T4-1062, aus der T3-1044 die T4-1044. Beide Lokomotiven versahen bis 1964, bis zur Liquidation der Bahnlinie, ihren Dienst in Bogatynia.
Nach der Auflösung des Depots Bogatynia wurde die T4-1062 der Kujawskie Koleje Dojazdowe gegeben und dort bis 1971 bei verschiedenen Werkbahnen eingesetzt. Sie wurde nach 1971 abgestellt und 1974 dem Eisenbahnmuseum Warschau übergeben. Seit einem terminlich nicht genauen Zeitpunkt ist die Lok Exponat im Eisenbahnmuseum in Sochaczew. Heute präsentiert sich die Lok wieder als Tenderlokomotive. Die hintere Tür wurde wieder ausgebaut und verblendet. Die T4-1044 versah nach 1964 bei verschiedenen Bahngesellschaften, bei der Hrubieszowska Kolej Dojazdowa, bei der Kolej wąskotorowa Zwierzyniec – Biłgoraj und zum Schluss auf der Ełcka Kolej Wąskotorowa verschiedene Dienste. Auch sie wurde im Jahr 1971 abgestellt und bald danach verschrottet.

## Konstruktion
Der Blechrahmen hat eine Blechstärke von 10 mm und wurde gleichzeitig mit als Wasserkastenrahmen verwendet. An den Stirnseiten ist eine verlängerte Balancierhebelkupplung angebaut. In dem Rahmen sind die beiden Achsen fest eingebaut. Sie besitzen einen Achsstand von 1600 mm und ermöglichen der Lok, einen Kurvenradius von 25 m zu durchfahren.
Der Flammrohrkessel besitzt eine stählerne Feuerbüchse und besteht aus zwei Schüssen. Auf dem ersten Schuss sitzt der Dampfdom mit Regler und Sicherheitsventil, auf dem zweiten Kesselschuss sitzt der Sanddom, mit dem durch Handbedienung beide Achsen gesandet werden konnten. Gespeist wurde er durch einen Injektor Bauart Friedmann mit einer Förderleistung von 120 l/min. Die Zweizylindermaschine wurde mit einer Heusinger-Steuerung gesteuert, die Zylinder besaßen Flachschieber.
Die Lokomotive hatte eine Handbremse, die mit einem Hebel, der auf der linken Seite des Kessels im Führerhaus saß, gesteuert wurde und auf beide Antriebsräder wirkte. Ursprünglich war die Lok mit einer Petroleumbeleuchtung ausgestattet, diese wurde in den 1960er Jahren gegen eine elektrische mit einem Turbogenerator ausgetauscht. Der Kohlenkasten saß ursprünglich hinter dem Führerhaus. Ausgerüstet war die Dampflok zusätzlich mit einem Ejektor, an dem ein Gummischlauch zur Aufnahme von Wasser aus natürlichen Behältern angeschlossen werden konnte. Der Wasservorrat war einmal im Wasserkastenrahmen, zum anderen in den seitlichen Kästen gebunkert.